# Mae Muller
Holly Mae Muller  (født 26. august 1997) er en britisk sangerinde og sangskriver. Hun har repræsenteret Storbritannien i Eurovision Song Contest 2023 med sangen "I Wrote a Song" som hun har skrevet sammen med Karen Poole og Lewis Thompson, og hun fik en 25. plads i Finalen. Storbritannien har afholdt konkurrencen på vegne af Ukraine på grund af den fortsatte krig i landet.